# Hypolimnas naresii
Hypolimnas naresii är en fjärilsart som beskrevs av Butler 1883. Hypolimnas naresii ingår i släktet Hypolimnas och familjen praktfjärilar. Inga underarter finns listade i Catalogue of Life.